# Russia Giusta
Russia Giusta - Per la Verità (in russo Справедливая Россия – За правду, СРЗП?, Spravedlivaja Rossija – Za pravdu, SRZP) è un partito politico russo di centro/centro-sinistra, a ispirazione socialdemocratica e socialista democratica, membro dal 2008 dell'Internazionale Socialista, ma radiato dalla stessa dopo il sì alla Duma all'invasione russa dell'Ucraina. Il partito, parte dell'opposizione sistemica, è considerato in Occidente come pro-Cremlino.

## Storia
Russia Giusta è nato nell'ottobre 2006 dalla fusione di tre partiti:
- Rodina (Madrepatria), socialisti populisti (elezioni 2003, 9% dei voti);
- Partito Russo della Vita, liberal-nazionalisti (elezioni 2003, 1,9% in coalizione con il Partito della Rinascita Russa).
- Partito dei Pensionati Russi (elezioni 2003 3,9% in coalizione con il Partito della Giustizia Sociale). Sergej Mironov fu eletto segretario.

Nel 2007, aderì a Russia Giusta anche il Partito Popolare della Federazione Russa (conservatori, 1,2% dei voti alle politiche del 2003). Nel 2008 aderirono a RG anche il Partito della Giustizia Sociale, progressisti, il Partito Verde, ecologisti e il Partito Socialista Unito di Russia, socialisti.
Alle politiche del 2007, RG ottenne il 7,74% dei consensi. Il dato mostrò una flessione già solo rispetto al dato di Rodina. Ciò nonostante RG elesse 38 deputati, uno in più di Rodina, grazie alle modifiche apportate al sistema elettorale. Fino alle politiche del 2003 la metà dei seggi erano stati attribuiti con il sistema maggioritario e l'altra metà con il proporzionale con sbarramento. Il nuovo sistema elettorale, invece, era totalmente proporzionale, ma con uno sbarramento molto elevato (7%), Ciò impedì a partito come Jabloko e Partito Agrario di Russia di partecipare alla divisione dei seggi, favorendo le altre formazioni politiche.
Le elezioni del 2007 ridussero i partiti presenti alla Duma a quattro: RG; Russia Unita, il Partito Comunista della Federazione Russa e il Partito Liberal-Democratico di Russia, nazionalisti. RG, pertanto, nonostante l'iniziale sostegno a Putin, cercò ben presto di accreditarsi come alternativa di sinistra non-comunista rispetto a Russia Unita. Nel 2008 però sostiene la candidatura presidenziale di Dmitrij Medvedev.
Alle elezioni politiche del 2011 RG ottenne il 13,24% dei consensi e 64 deputati (+26 rispetto al 2007). Le elezioni favorirono i partiti all'opposizione, a tutto svantaggio di Russia Unita, che crollò dal 64,% al 49,5%, riuscendo comunque a mantenere la maggioranza parlamentare.

## Risultati elettorali
| Elezione          | Voti      | %     | Seggi    | Posizione               |
| ----------------- | --------- | ----- | -------- | ----------------------- |
| Parlamentari 2007 | 5.383.639 | 7,74  | 38 / 450 | Maggioranza             |
| Parlamentari 2011 | 8.695.522 | 13,24 | 64 / 450 | Maggioranza Opposizione |
| Parlamentari 2016 | 3.242.284 | 6,34  | 23 / 450 | Maggioranza Opposizione |
| Parlamentari 2021 | 4.252.252 | 7,46  | 27 / 450 | Maggioranza             |

| Elezione           | Elezione | Candidato      | Voti      | %    | Esito                |
| ------------------ | -------- | -------------- | --------- | ---- | -------------------- |
| Presidenziali 2012 | I turno  | Sergej Mironov | 2.755.642 | 3,85 | ❌ Non eletta/o (5º) |